# 渡邊圭祐
渡邊圭祐（日语：／ Watanabe Keisuke；1993年11月21日—），日本男演員，出身自日本宮城縣仙台市，Amuse旗下藝人。2018年初次參演電視劇《幪面超人時王》中飾演主要角色「和治」出道。2019年在周杰倫《說好不哭》MV中飾演男主角。2020年起在多部電視劇中飾演常規角色。

## 作品列表

### 電視劇
- 假面騎士ZI-O（2018年9月2日－2019年8月25日，朝日電視台）：飾演 黑和治、白和治 / 假面騎士Woz
- 戀愛可以持續到天長地久（2020年1月14日－3月17日，TBS）：飾演 仁志琉星
- MIU404（2020年6月26日－9月4日，TBS）：飾演 特派員REC / 兒島弓快
- 小直是小學三年級生（2021年1月8日－2月13日，東京電視台）：飾演
- 深深地戀愛（2021年4月14日－6月9日，日本電視台）：飾演 蓮田榮太郎
- 來自灰色星球的小王子（2021年7月15日－9月23日，富士電視台）：飾演 五十嵐航[1]，第一男配角[註 1]
- 麻煩一族（2022年4月21日－6月30日，富士電視台）：飾演 深山大介
- Chaser Game（2022年9月8日－10月27日，東京電視台）：飾演 新堂龍也，主演
- 轉職魔王 第3話（2023年7月31日，關西電視台・富士電視台）：飾演 笹川直哉
- 閃爍的青春 Season1（2023年9月22日－11月10日，WOWOW）：飾演 兒玉雄大
- 我家律師很麻煩 第2話・第10話（2023年10月20日・12月15日，富士電視台）：飾演 若宮円
- 大河劇 致光之君 第34回 -（2024年9月8日－，NHK）：飾演 藤原賴通
- ANTI HERO 第4話・第5話（2024年5月5日・12日，TBS）：飾演 來栖禮二
- 財閥復仇～致成為我兄嫂的前妻～（2025年1月6日－3月10日，東京電視台）：飾演 伊勢由貴也，主演（與瀧本美織雙主演）
- 小圓今年26歲，是一名實習醫生！（2025年1月14日－3月18日，TBS）：飾演 砂田直人

### 電影
- 幪面超人平成 Generations Forever（2018年12月22日）：飾演 和治
- 劇場版 幪面超人時王 Over Quartzer（2019年7月26日）：飾演 和治 / 假面騎士Woz
- 幪面超人令和 THE FIRST GENERATION（2019年12月21日）：飾演 和治 / 假面騎士Woz
- 群青戰記（2021年3月12日）：飾演 不破瑠衣（簗田政綱）
- 鋼之鍊金術師 完結篇 復仇者斯卡（2022年5月20日）：飾演 姚林
- 鋼之鍊金術師 完結篇 最後的鍊成（2022年6月24日）：飾演 姚林
- 黑夜遊行（2022年12月23日）：飾演 古平鐵平
- 我的幸福婚姻（2023年3月17日）：飾演 鶴木新
- 女神降臨Before（2025年3月20日）/女神降臨After（2025年5月1日）：飾演 神田俊

### Original Video
- 假面騎士ZI-O NEXT TIME Geiz Majesty（2020年2月28日）：飾演 黑沃茲＆白沃茲/假面騎士Woz/另類Diend

### MV
- 周杰倫《說好不哭》（2019年）
- 神不擲骰子《夜永唄》（2020年）
- Fujifabric《樂園》（2021年）

## 外部連結
- 經紀公司個人資料頁面（日語）
- 渡邊圭祐 Official Site（日語）
- 渡邊圭祐的X（前Twitter）（日語）
- 渡邊圭祐的Instagram帳戶（日語）